# 기예르모 마르티네스 (작가)
기예르모 마르티네스(스페인어: Guillermo Martínez, 1962년 7월 92일 ~ )는 아르헨티나의 소설가이자 수학자이다. 2003년 소설 《옥스퍼드 살인 방정식》으로 잘 알려져 있다.